# 同等族群
是2015年美国科幻爱情剧情片，由德瑞克·多雷穆斯導演，迈克尔·普鲁斯、奇普·迪金斯、安·卢克、迈克尔·谢弗、雷德利·斯科特和杰·斯特恩制片，内森·派克根据多雷穆斯创作故事编剧。电影讲述了尼古拉斯·霍尔特和克里斯汀·斯图尔特饰演的两位病人在无所谓情感的反乌托邦世界中恢复人类的恻隐之心和七情六欲的历程。
影片入选第72屆威尼斯影展竞赛片单元，2015年9月5日在电影节上首映。影片还在2015年多倫多國際影展特别展映单元中北美首映。2016年5月26日，影片透过DirecTV Cinema平台发行，7月15日由A24有限上映。

## 剧情
在未来的反乌托邦世界中，被称为“成员”的公民生活在立法机构“集体”监督人们一举一动的社会中。他们的不能有正常人的情感，也不会轻易生病，精神很稳定。情感和性活动是违反社会规则的，如果他们要受孕，就要借助人工授精召唤受孕功能。
希拉斯是阿特莫斯公司的插画师。一天晚上下班回家，他看到警察拘留了两位公民，意外患上所谓的多阶段流行病“突发性综合症”（Switched-On Syndrome，缩写SOS），恢复了人类的情感。患者一般到第四个阶段就会不堪重负而自杀，如果没有，就要送到“集体”的机构“缺陷情绪性神经病变研究所”（Defective Emotional Neuropathy Facility）关押。令人害怕的是，至今还没有人从那里逃出。第二天，一名员工在上班时跳楼自杀，同事们感觉不到情绪，冷眼旁观这一幕。希拉斯是唯一一位注意到同事妮娅有情绪反应的员工。后来在团队的讨论会上，他再次目睹妮娅表现出背叛的情绪。
第二天，希拉斯上班开会时走了神，昏昏欲睡，还经历了有生以来第一场噩梦。他去做身体检查，认识了进入突发性综合症第二阶段的工作人员乔纳斯。医生检测发现希拉斯进入了第一阶段，给他开了处方。尽管如此，希拉斯的情况越来越糟，画画时情绪特别激动，对妮娅的好感也与日俱增。一天，他尾随妮娅进入洗手间，两人有了身体接触。妮娅说自己得病一年了，为了不给人发现和排斥，她隐瞒了病情。希拉斯跟妮娅亲吻时，公司经理伦纳德进入洗手间，希拉斯走上前攀谈。伦纳德发现了妮娅的工作站一直在运转，还说自己他一直在监视着希拉斯。之后希拉斯调换了工作，成为园丁，以和妮娅保持距离。
第二天，伦纳德将希拉斯的替补多米尼克介绍给了妮娅。妮娅在午休时和多米尼克交谈，出现轻微的焦虑症。乔纳斯和希拉斯在拿处方的时候偶遇，乔纳斯在散步时表明自己是秘密互助协会的一份子，可以提供帮助。希拉斯决定加入，在协会中认识了病友贝丝、彼得、托马斯、吉利德、麦克斯和爱丽丝，了解到研究所的病人有一半时间是被鼓励自杀。之后妮娅出现在希拉斯家，两人发生了性关系后，同意要多些去希拉斯家。不久后，治疗突发性综合症的疗法阿什比ENI公布于世，希拉斯和妮娅两人害怕被抓去治疗，决定去僻静的原始土地半岛（Peninsula）躲避风头。互助组的成员们不知所措，警告两位如果没能成功就回不来了。乔纳斯带希拉斯去找奥利弗，帮忙坐飞机到半岛。希拉斯和妮娅计划星期六去临边境最近的惠灵顿（Wellington）。然而，妮娅出现受孕反应，被送到诊所。诊所的医生发现她怀孕，便送她到研究所。
近乎陷入恐慌的希拉斯去找乔纳斯了解情况，乔纳斯建议他冷静下来，回家休息。绝望的希拉斯回到家，陷入悲伤。贝丝得到乔纳斯的消息，发现妮娅已经处在第四阶段，于是把她带到乔纳斯和麦克斯的房间中，向她简单介绍了一位已故的第三阶段病人伊娃。之后，众人将伊娃和妮娅的身份植入物交换，伪造妮娅的死亡。被认为死亡的妮娅成功离开研究所，但没有在希拉斯的家找到他。与此同时，被治疗的麦克斯背叛了贝斯、乔纳斯、吉利德。希拉斯在新闻中得知三人已经被捕并被治疗。他赶到研究所，门卫告诉他妮娅已经死亡。他想过跳楼自杀，但是最终决定被治疗。回到家中，他发现妮娅还活着，而他只有五个小时，之后就会失去情感。实际上，希拉斯记得妮娅，记得自己曾经爱过她，还说过要一起离开，但却没了对这些事感觉。第二天早上，伤心的妮娅和希拉斯搭乘前往威灵顿的火车。希拉斯意外握住了妮娅的手，揭示出治疗并未抹去他对妮娅的感觉，妮娅抓住希拉斯的手回应。

## 阵容
- 尼古拉斯·霍尔特 饰 希拉斯（Silas）
- 克莉絲汀·史都華 饰 妮娅（Nia）
- 盖·皮尔斯 饰 乔纳斯（Jonas）
- 賈姬·威佛 饰 贝斯（Bess）
- 丽贝卡·黑泽尔伍德（英语：Rebecca Hazlewood） 饰 佐伊（Zoe）
- 斯科特·劳伦斯（英语：Scott Lawrence） 饰 马克（Mark）
- 凱·雷納克斯（Kai Lennox） 饰 麦克斯（Max）
- 瑞茲莞·曼吉（英语：Rizwan Manji） 饰 吉拉德（Gilead）
- 劉太旿 饰 彼得（Peter）
- 乌玛莉·蒂拉卡拉特纳（Umali Thilakarathna） 饰 爱丽丝（Alice）
- 奧羅拉·佩里紐 饰 艾乐斯（Iris）
- 蓓尔·宝利 饰 蕾切尔（Rachel）
- 大卫·谢尔比（英语：David Selby） 饰 伦纳德（Leonard）
- 凯特·林恩·夏尔（英语：Kate Lyn Sheil） 饰 凯特（Kate）
- 汤姆·斯托克斯（Tom Stokes) 饰 多米尼克（Dominic）
- 托比·哈斯 饰 乔治（George）
- 金秀賢 饰 集体（配音）

## 制作
2013年10月，据透露德雷克·多雷穆斯将会执导一部影片，克里斯汀·斯图尔特和尼古拉斯·霍尔特主演。2014年6月，盖·皮尔斯加入剧组，同时内森·帕克编剧，迈克尔·谢弗、雷德利·斯科特和杰·斯特恩制片的消息传出；奇普·迪金斯将以Route One公司的名义担任制片人，迈克尔·普鲁斯、李在宇、崔平浩和罗素·利维（Russell Levine）担任执行制片。2014年7月，凯特·林恩·夏尔、奧羅拉·佩里紐和賈姬·威佛加盟演出。项目最初由Indian Paintbrush立项。
2014年8月2日，多雷穆斯、斯图尔特、霍尔特和迈克尔·普鲁斯在东京召开新闻发布会，宣布影片制作正式启动。主体摄影于8月4日在日本启动，之后于8月28日移师到新加坡拍摄三个礼拜，9月26日杀青。
2016年8月，服装设计师艾比·奥苏利文（Abby O' Sullivan）抗议自己必须和曾担任过演员和造型师、多雷穆斯女友艾拉纳·莫斯德（Alana Morshead）在片尾演职员表共同列为服装设计者。她声称艾拉纳未在影片中参与生产或制作服装的职责。

## 发行
2014年9月，影片剧照公布。Mister Smith Entertainment在戛纳电影节的电影市场上将影片的分发权卖给了35个国家地区。2015年7月29日，据宣布影片将参加第72屆威尼斯影展，竞逐金狮奖，全球首映定在9月5日。2015年8月18日，据宣布影片于2015年多倫多國際影展上北美首映。2015年10月16日，A24和DirecTV Cinema收购影片发行权。2016年5月26日，影片在透过DirecTV Cinema平台发行，7月15日起有限上映。

## 评价
影片获得的评价褒贬不一。汇总媒体爛番茄根据82条评论给出35%的“腐烂度”，平均得分5.08/10。网站共识写道：“《同等族群》很养眼，但未来主义的美学还不足以弥补其缓慢的节奏和漫无目的的衍生故事。”Metacritic根据27条给出43/100的加权平均数，表示“褒贬不一”。
《综艺》的彼得·德布鲁格的评价正面，他表示：“克里斯汀·斯图尔特和尼古拉斯·赫尔特扮演活在无情感的未来世界中的居民，努力在这种氛围下理解从彼此的身上感受到的吸引力，这恰恰简化了科幻爱情片。”然而IndieWire网站给出C-评价，认为“《同等族群》真正的吸引之处、奇迹和令人窒息的神秘感也许是可能会非常沉闷的那种令人眼花缭乱的白色色调。”